# Andrena pectidis
Andrena pectidis är en biart som först beskrevs av Cockerell 1897.  Andrena pectidis ingår i släktet sandbin, och familjen grävbin. Inga underarter finns listade i Catalogue of Life.